# Harpalus bicolor
Harpalus bicolor är en skalbaggsart som beskrevs av Fabricius. Harpalus bicolor ingår i släktet Harpalus och familjen jordlöpare. Inga underarter finns listade i Catalogue of Life.